# Phaon iridipennis
Phaon iridipennis är en trollsländeart som först beskrevs av Hermann Burmeister 1839.  Phaon iridipennis ingår i släktet Phaon och familjen jungfrusländor. IUCN kategoriserar arten globalt som livskraftig. Inga underarter finns listade i Catalogue of Life.

## Bildgalleri

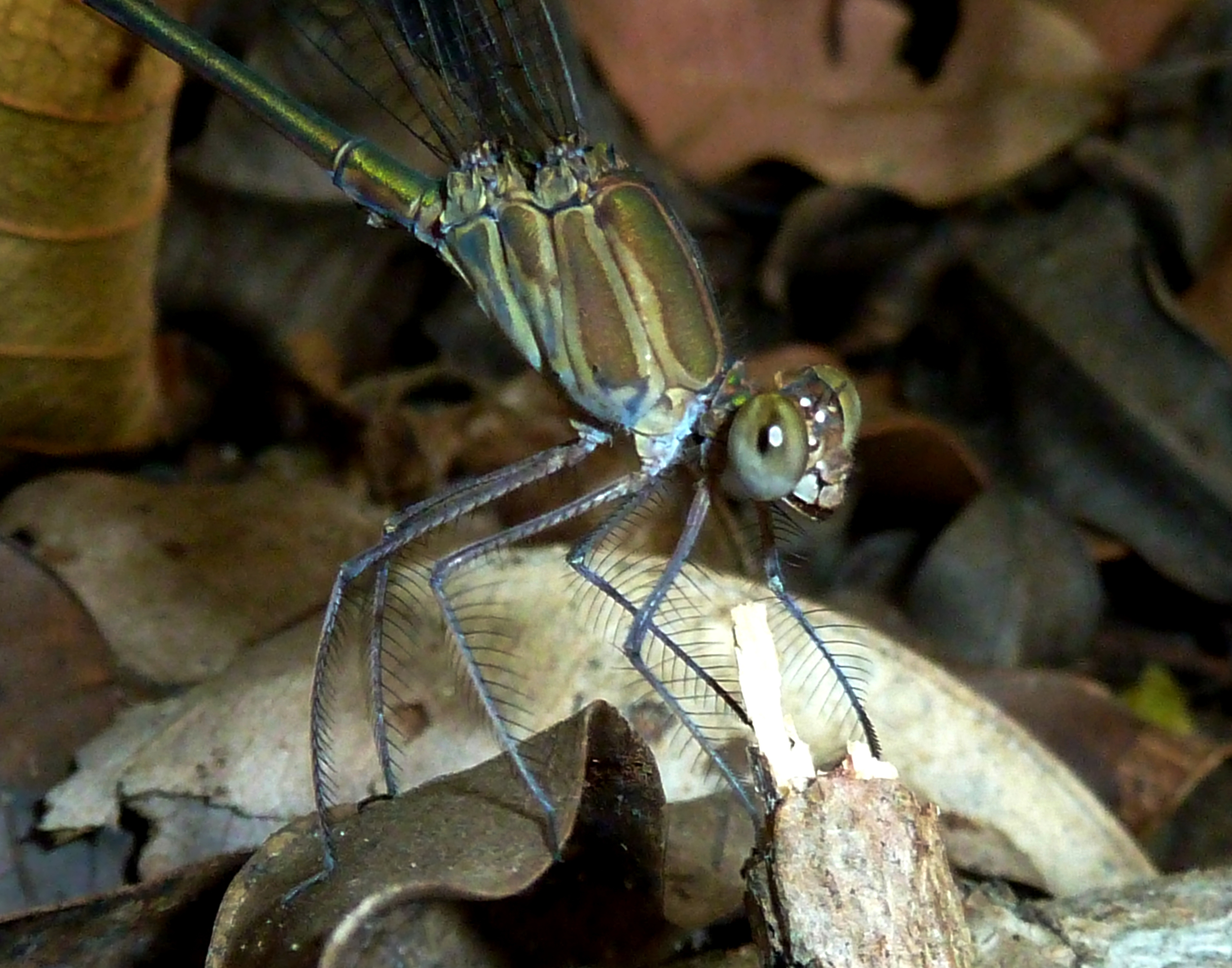
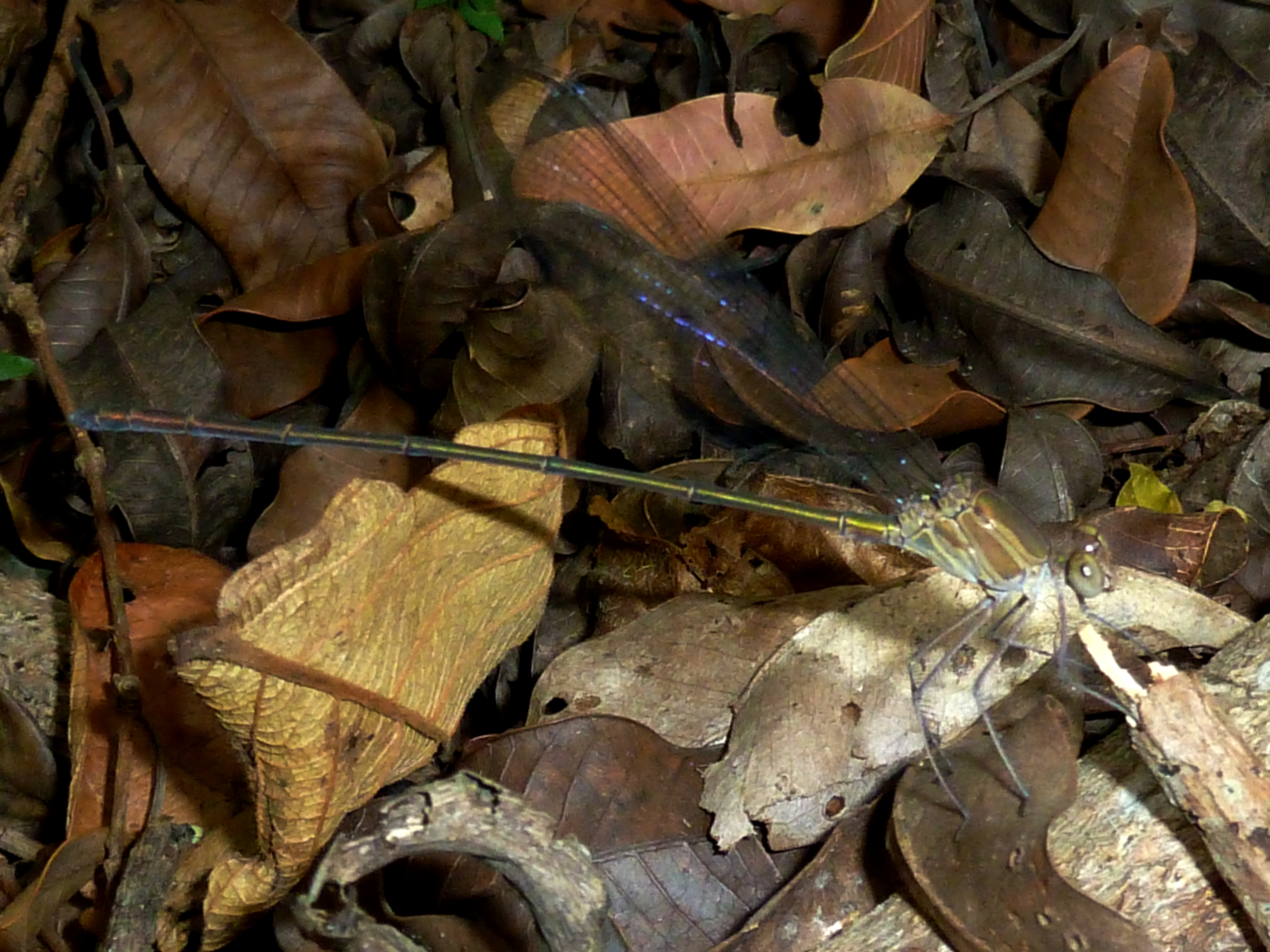
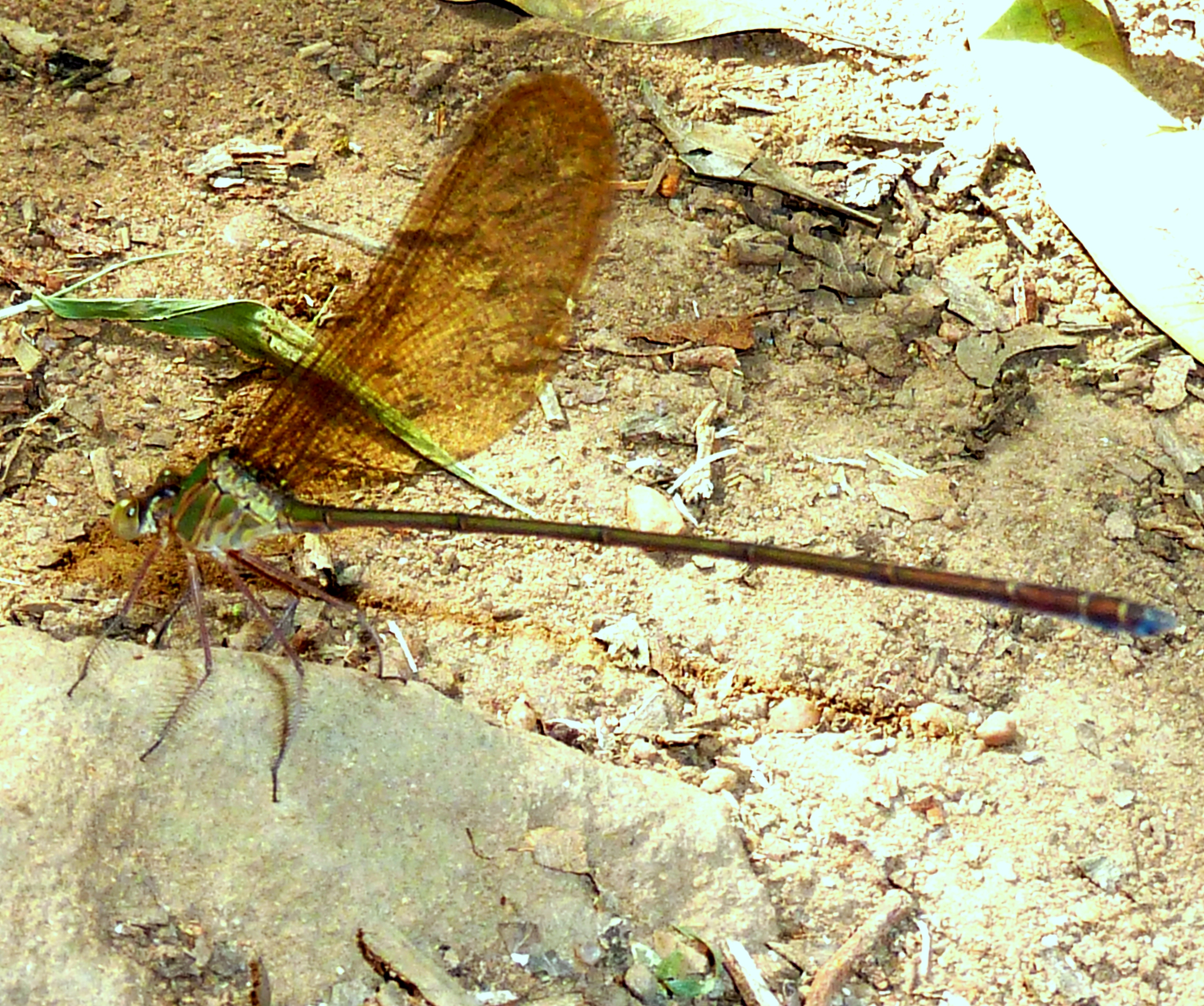
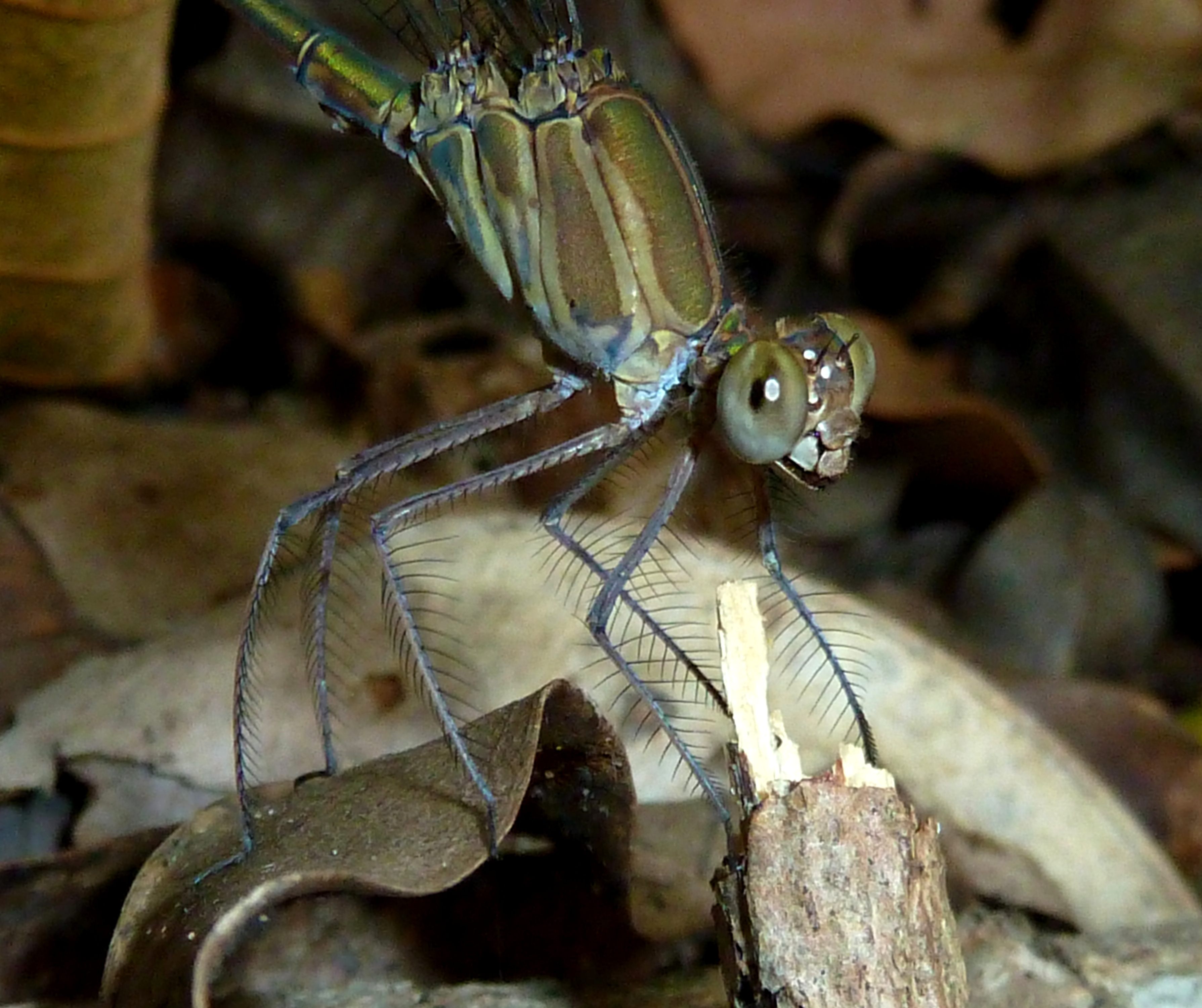